# Estación Shinsakae-machi
La estación Shinsakae-machi (新栄町駅 Shinsakae-machi-eki?) de la Línea Higashiyama, es operada por el Buró de transporte de la ciudad de Nagoya, y está identificada como H-11. Se encuentra ubicada en el barrio de Aoi, Higashi, en la ciudad de Nagoya, prefectura de Aichi, Japón. La estación abrió el 15 de junio de 1960. Presenta una tipología de andenes laterales, y cuenta con 2 salidas en total, como así también ascensor.

## Otros medios
- Bus de Nagoya
  - Líneas: 1, 11, 12 y 16.

## Sitios de interés
- Sede de la Chubu-Nippon Broadcasting K.K. (中部日本放送株式会社 Chūbu Nippon Hōsō Kabushiki-gaisha?)
- Edificio Unryu Flex
- Escuela secundaria  (名古屋文化短期大学 Nagoya bunka tanki daigaku?)
- Centro de artes escénicas de la Ciudad de Nagoya
- Museo de arte Yamazaki Mazak (Edificio Mazak Art Plaza)

## Imágenes

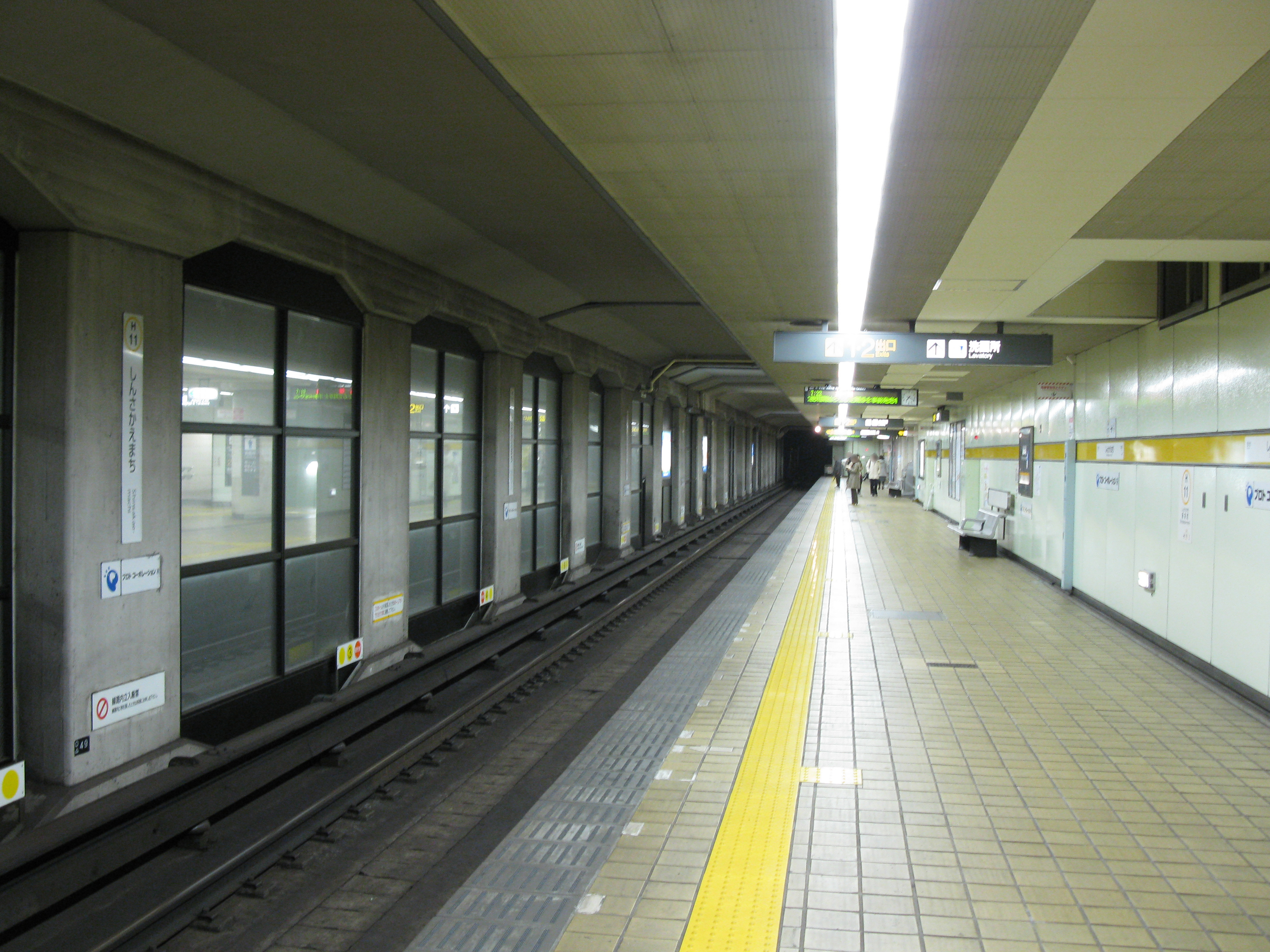
Andén.
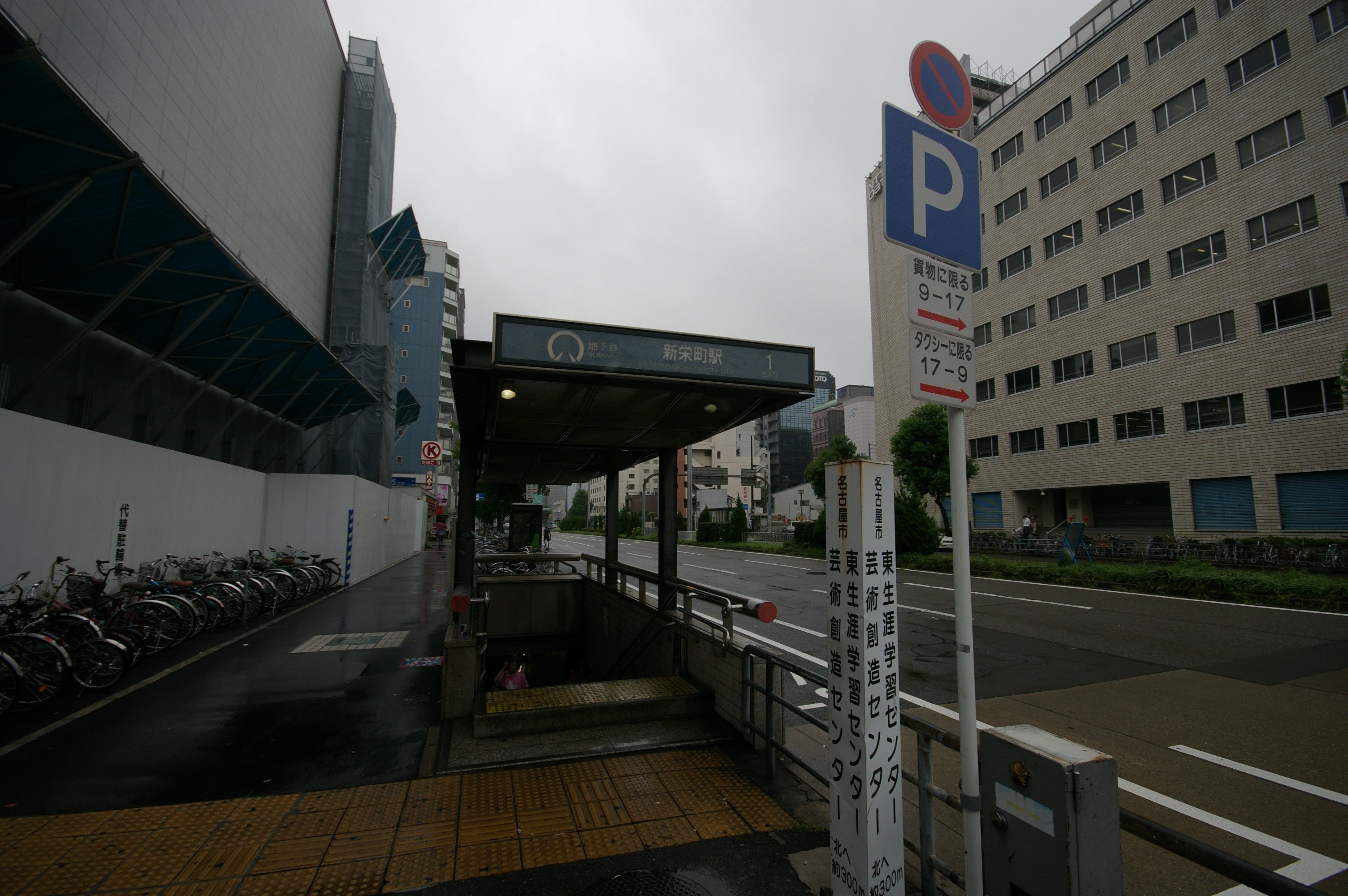
Acceso N° 1.